# Altruizm
Altruizm (fr. altruisme, od łacińskiego rdzenia alter – inny, drugi) – działanie na korzyść innych; dobrowolne ponoszenie pewnych kosztów przez jednostkę na rzecz innej jednostki lub grupy; zachowanie przeciwstawne egoizmowi. Altruizm może występować zarówno wśród ludzi, jak i innych gatunków, np. owadów. Jest to podstawowe pojęcie socjobiologii.
Termin ten wprowadził Auguste Comte w pierwszej połowie XIX wieku jako pojęcie dotyczące zachowania zarezerwowanego wyłącznie dla człowieka, który potrafi zrzec się części swoich praw na rzecz innych.

## Altruizm w ujęciu biologii ewolucyjnej

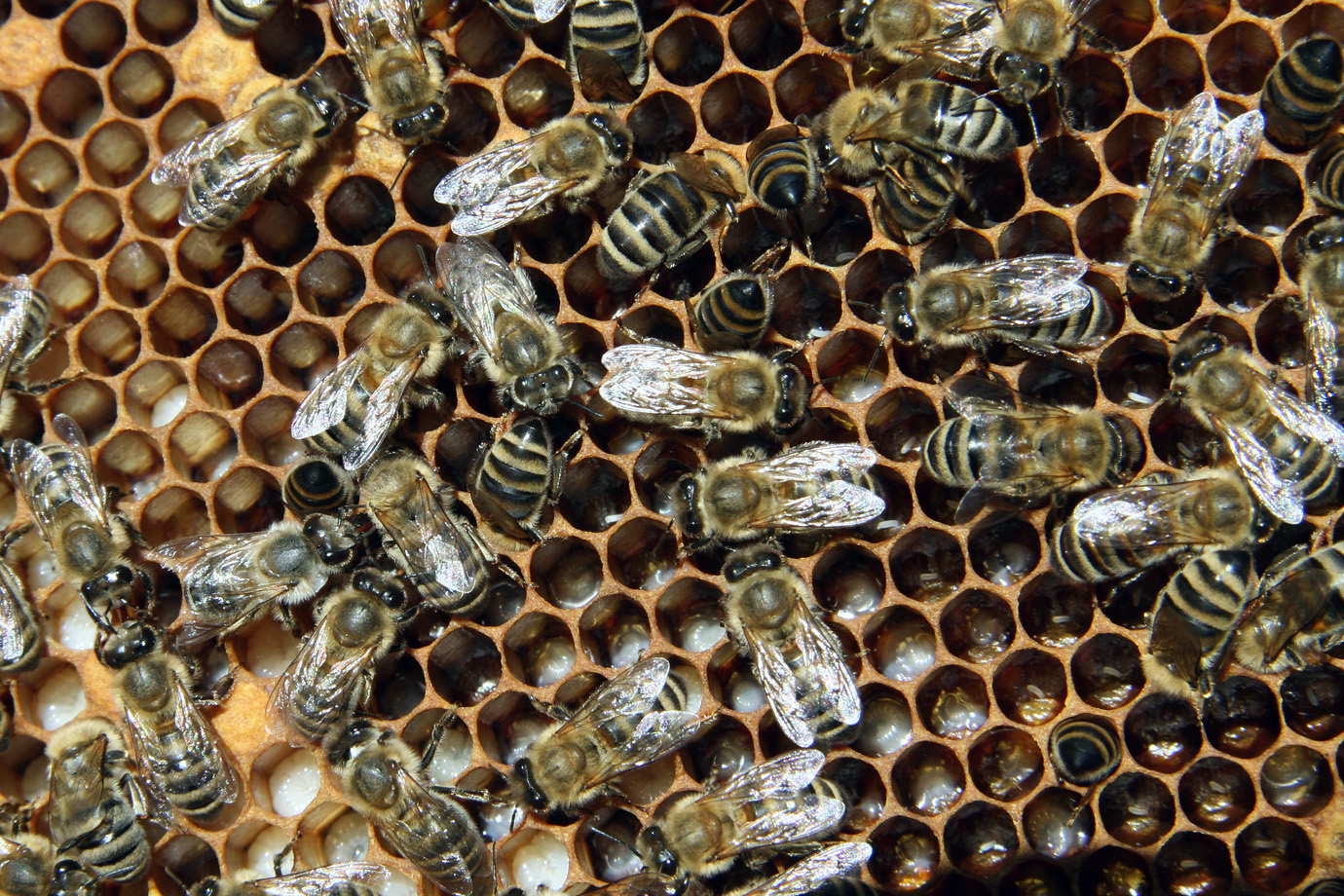
Pszczoły opiekujące się własnymi siostrami, czyli potomstwem spokrewnionej z nimi królowej. Te zachowania altruistyczne tłumaczone są jako działania na korzyść reprodukcji tej samej puli genów jakie ma potomstwo i opiekujące się nim osobniki.

Istnienie altruizmu wyjaśnia się, odwołując się do doboru krewniaczego, hipotezy upośledzenia czy doboru grupowego.
W odniesieniu do beneficjentów zachowania altruistycznego i jednostek zachowujących się altruistyczne (biorców i dawców), występują dwie sytuacje:
- w sytuacji górki zachowanie altruistyczne polega na pomaganiu jednostce, która dzięki temu znajdzie się w lepszej sytuacji, niż jednostka pomagająca
- w sytuacji dołka zachowanie altruistyczne polega na pomaganiu jednostkom, które znalazły się w gorszej sytuacji niż jednostka pomagająca.

W obrębie populacji lub społeczeństwa jednostki znajdują się względem siebie w sytuacji „relatywnej górki” albo „relatywnego dołka” i mogą podejmować działania o charakterze altruizmu lub zachowywać się egoistycznie. Jednostki mogą przyjmować różne strategie działania w odniesieniu do altruizmu: nigdy nie pomagaj (skrajny egoizm), zawsze pomagaj (skrajny altruizm), pomagaj z prawdopodobieństwem p (altruizm warunkowy).
Altruizm, w którym jednostki poświęcają się dla innych bez możliwości uzyskania gratyfikacji, nazywany jest altruizmem twardym, gdzie jest to jedno z typowych zachowań zwierzęcych zwiększających łączną wartość przystosowawczą w obrębie gatunku lub populacji. Takie zachowanie zwiększa szanse na reprodukcję tej samej puli genów.

### Altruizm krewniaczy i odwzajemniony
Biolog ewolucyjny William D. Hamilton w swojej pracy doktorskiej zaproponował koncepcję zwaną altruizmem krewniaczym oraz regułę Hamiltona, która potwierdzana została w badaniach biologów. Według tego podejścia, spopularyzowanego później przez Richarda Dawkinsa, altruistyczne zachowania organizmów tłumaczyć można „egoizmem genów”. Geny „korzystają” na tym, że pewne jednostki poświęcają się dla innych z nimi spokrewnionych, ponieważ przez to w populacji pozostaje większa liczba kopii tych genów. Z tego powodu zachowania altruistyczne częściej występują wobec jednostek ze sobą spokrewnionych, posiadających większą liczbę wspólnych genów. Matki częściej zajmują się dziećmi swoich córek, niż dziećmi synów, co wynika z braku pewności, kto jest biologicznym ojcem dziecka. Podobnie większe inwestycje w stosunku do wnuków mają miejsce w przypadku dziadków ze strony matki. U opiekujących się potomstwem gatunków, u których dochodzi do zapłodnienia zewnętrznego, problem niepewności ojcostwa nie występuje.
Możliwy jest także altruizm wymuszony, gdy biorca aktywnie wpływa na dawcę, który niekoniecznie zamierza zachować się altruistycznie. W takim ujęciu zakłada się, że wobec reguły Hamiltona należy także uwzględnić w interakcji interes biorcy, a nie tylko interes dawcy. Odwrócona (inwersyjna) reguła Hamiltona oznacza, że zyski biorcy są większe niż zyski spokrewnionego dawcy zależnie od stopnia pokrewieństwa (koszt altruisty x r < zysk beneficjenta). W przypadku, gdy spełniona jest zarówno reguła Hamiltona, jak i inwersyjna reguła Hamiltona, zachowanie altruistyczne dawcy jest spontaniczne (altruizm konsensualny). Gdy żadna z obu reguł nie jest spełniona, obie strony godzą się na brak zachowania altruistycznego (konsensualny nie-altruizm). Gdy jednak nie zachodzi reguła Hamiltona, a jest spełniona reguła inwersyjna, wówczas dochodzi do sytuacji konfliktowej i biorca będzie wymuszał na dawcy okazanie mu pomocy. Im mniejsze będzie pokrewieństwo, tym bardziej prawdopodobny będzie obszar konfliktu w stosunku do konsensualnego altruizmu i konsensualnego nie-altruizmu.
Jeżeli zachowania altruistyczne występują między jednostkami niespokrewnionymi, takie zachowanie jest określane jako altruizm odwzajemniony (pojęcie to wprowadził Robert Trivers w 1971 roku). Jeżeli jednostki działają altruistycznie, to dlatego, że spodziewają się zachowania altruistycznego z drugiej strony. Możliwe są w tym przypadku oszustwa, gdy jednostki nie odwzajemniają się wobec altruistów. Dobór naturalny prowadzi do kształtowania się umiejętności oszukiwania i wykrywania oszustw. Symulacje komputerowe oparte na dylemacie więźnia doprowadziły do wniosku, że w populacjach istnieje większa skłonność do zachowań altruistycznych, gdy są to populacje małe, osiadłe, i gdy system dłużej ewoluował. W symulacjach komputerowych z wykorzystaniem dylematu więźnia, w których próbowano określić strategie stabilne ewolucyjnie, wygrywał program Anatola Rapoporta ze strategią wet za wet skłaniającą do współpracy. Robert Axelrod, który zorganizował turniej pozwalający na wyłonienie najbardziej stabilnej strategii, twierdził, że byłby on wygrany przez osobę zgłaszającą strategię wet za dwa wety. Strategia taka byłaby bardziej „wspaniałomyślna” i pozwalała na powrót z pasma odwetów do współpracy.
W przypadku gatunków, w których osobniki potrafią się rozpoznawać, może pojawiać się odroczony altruizm odwzajemniony. W przypadku ludzi zależność między odraczaniem gratyfikacji a działaniem kooperacyjnym może być tłumaczona w odniesieniu do: umiejętności samokontroli (cierpliwości), odrębnych mechanizmów odraczania (dziedzinowo specyficznych) powodujących różne tempo dyskontowania nagród w różnych dziedzinach oraz do angażowania mechanizmu poznawczego, który ukształtował się jako adaptacja do stosowania wymiany społecznej.

### Altruizm według A. Damásio
Neurologiczne problemy altruizmu rozwiązuje António Damásio, twórca pojęcia „markery somatyczne”, hipotez dotyczących powstawania ich neuronowych sieci (częściowo pod wpływem kultury i osobistych życiowych doświadczeń) i ich aktywności w czasie podejmowania decyzji. W książce Błąd Kartezjusza. Emocje, rozum i ludzki mózg (zob. dualizm kartezjański), napisał m.in. (w rozdz. Altruizm):

Prócz oczywistego dobra, które altruiści niosą innym ludziom, mogą oni gromadzić dobro dla siebie, podnosząc swój prestiż społeczny, samoocenę, otrzymując wyrazy publicznego uznania i podziwu […] Perspektywie otrzymania jednej z tych nagród towarzyszyć może egzaltacja (za jej nerwową bazę uważam pozytywne markery somatyczne), a jeśli perspektywa staje się realna, egzaltacja może się przekształcić w jawną ekstazę. […] Zachowania altruistyczne dają ludziom coś jeszcze […] oszczędzają altruistom przyszłego cierpienia w reakcji na przyszłe wydarzenia, które wynikły z tego, że nie zachowali się altruistycznie.

A. Damásio ze współpracownikami analizuje hipotezę, że „uczucia” pojawiły się na bardzo wczesnym etapie ewolucji, gdy pierwsze proste organizmy doskonaliły umiejętności zaspokajania swoich potrzeb pokarmowych lub unikania zagrożeń budzących pierwotny nieuświadomiony „strach” (zob. taksja, tropizm). Te pierwsze nieuświadomione reakcje mogły zapoczątkować rozwój samoświadomości organizmów wyższych. Uważa się, że nadal odgrywają rolę w ich procesach biologicznych. Wzbogacenie wiedzy w tym zakresie może mieć współcześnie duże znaczenie biomedyczne – najbardziej wyniszczające choroby nieinfekcyjne wiążą się z patologiami odczuwania (np. zaburzenia depresyjne).

### Altruizm a egoizm
Altruizm ujmowany w biologii ewolucyjnej oraz w innych dyscyplinach korzystających z jej dorobku w tym zakresie nie jest zupełnym przeciwieństwem egoizmu. Działanie altruistyczne determinowane jest przez możliwe korzyści do uzyskania. Organizmy nie przekazują pełnej informacji o swoim stanie, gdyż byłoby to wykorzystane na ich niekorzyść, a tego typu trendy, jeśli się pojawiają, eliminowane są przez dobór naturalny. Przekaz informacji o własnym stanie jest pewnego rodzaju manipulacją, mającą skłonić inny organizm do odpowiedniego zachowania się. Wiąże się to nie tylko z tendencją do oszukiwania (blefowania), ale także do samooszukiwania się, aby blef mógł być wiarygodny. Jeżeli jednak jednostki mogą zyskiwać, albo mogą zyskiwać ich krewni, dochodzić może do wymiany informacji. Kultura mogła się rozwinąć wraz z początkami używania języka, ponieważ koszt przekazu informacji pozagenetycznej jest nieporównywalnie niski w stosunku do wymiany informacji genetycznej.
Altruizm jako zachowanie społeczne nie był przeciwstawiany egoizmowi już w czasach starożytności. Stoicy zakładali, że jednostka przedkłada działanie altruistyczne nad egoistyczne skłonności i robi to także dla własnego dobra. Z kolei Friedrich Nietzsche twierdził, że altruizm jest egoizmem „ludzi słabych”, widzących w nim własne szanse na przetrwanie.

### Inne formy altruizmu
Dość charakterystyczny dla gatunku ludzkiego jest także altruizm nieodwzajemniony, a więc zachowania altruistyczne w stosunku do osób niespokrewnionych i bez oczekiwania, przynajmniej bezpośrednio czy w najbliższym czasie, na odwdzięczenie się nam przez te osoby za to, co zrobiliśmy. Przykładami takich zachowań mogą być jałmużna czy uratowanie tonącego. Wielu upatruje źródeł tej formy altruizmu w rozwoju kultury. Szerzej pisał o tym Paul Bloom w swojej książce Just Babies: The Origins of Good and Evil.
W ostatnich latach daje się zauważyć kolejne stadium w rozwoju altruizmu: efektywny altruizm. Jest to forma altruizmu, która wykracza w dużym stopniu poza pozostałe znane formy. Może dotyczyć nie tylko innych gatunków, ale i istot, które dopiero będą istnieć w przyszłości. Porzuca też w dużej mierze empatię, tak charakterystyczną dla altruizmu nieodwzajemnionego; z drugiej strony powraca niejako do źródeł, nie negując czerpania z zachowań altruistycznych własnych korzyści, choć jest nią raczej sens życia, a nie dobra osobiste.